# Ecser
Ecser (tiếng Slovak: Ečer) là một làng ở hạt Pest, vùng trung tâm Budapest, Hungary.

## Địa thế
Ecser (/ˈɛʧɛr/, đọc như "etcher" trong tiếng Anh) nằm ở phía đông nam Budapest, gần Phi trường Quốc tế Ferihegy. Những vùng dân cư lân cận Ecser gồm Maglód, Vecsés, Gyömrő và Üllő. Xa lộ M0 chạy gần làng này. Làng nằm trên tuyến đường sắt 120a Budapest-Újszász-Szolnok). Ở đây có một bộ phận nhỏ dân cư Slovak sinh sống.

## Hình ảnh

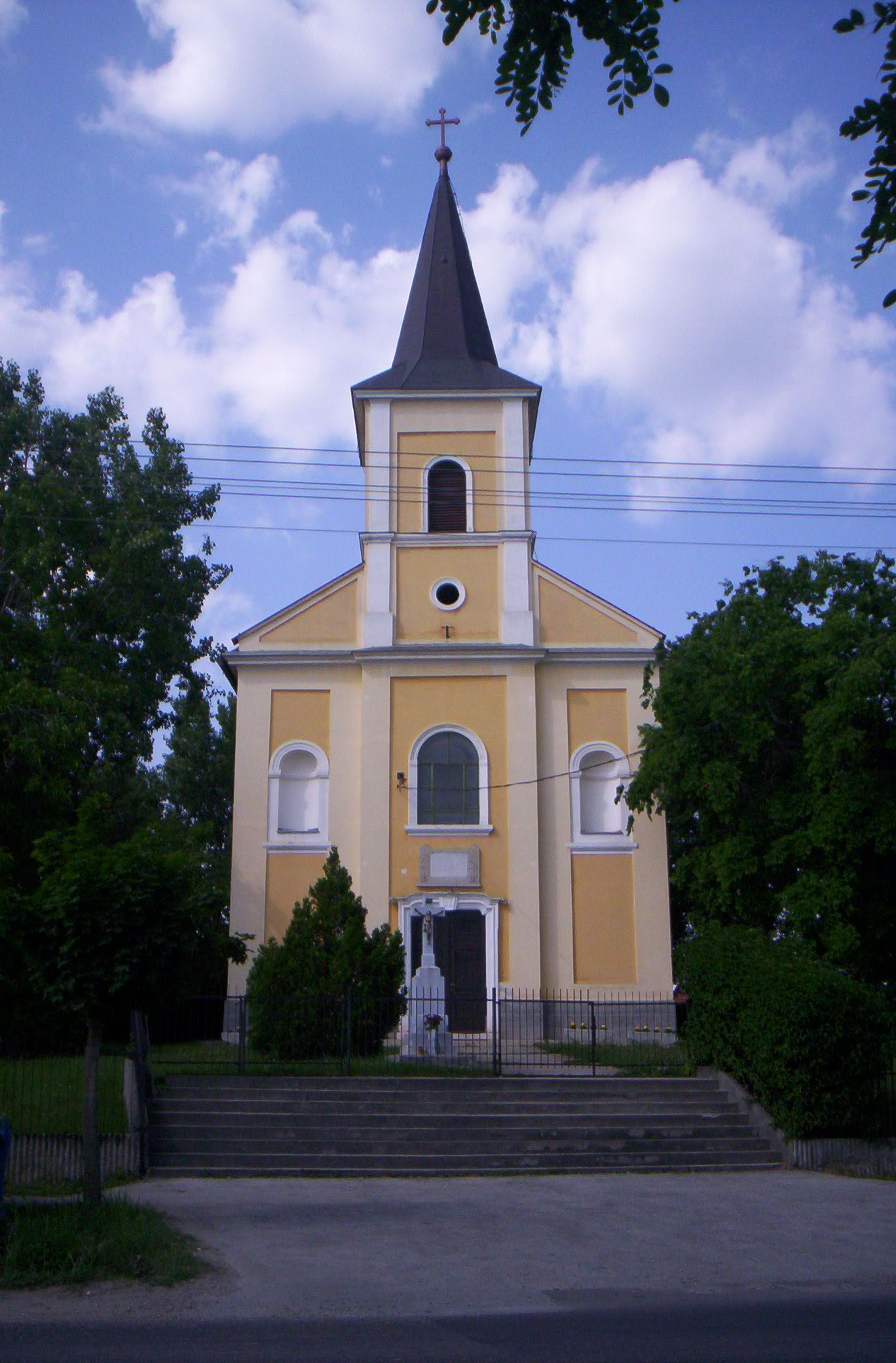
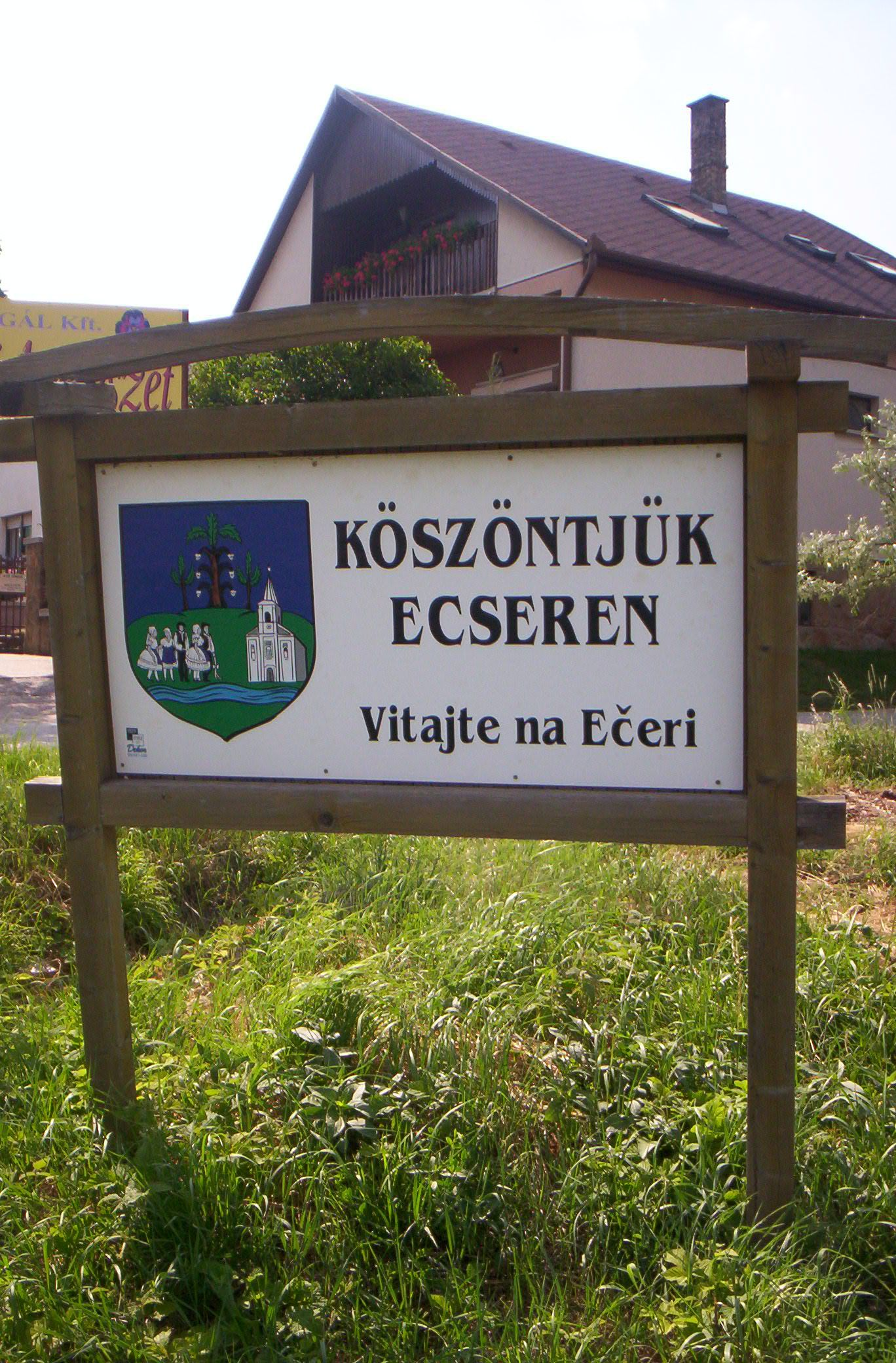
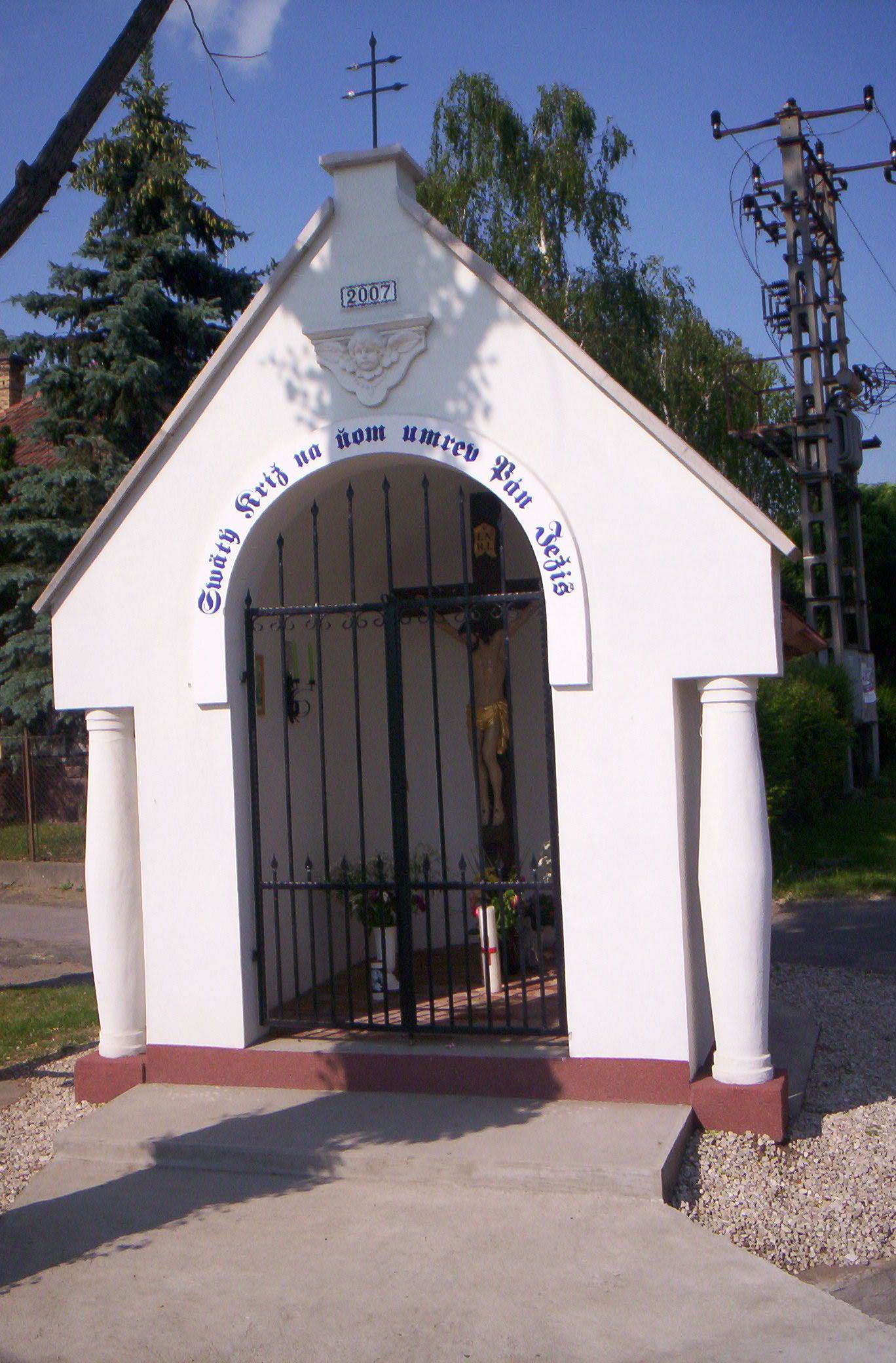
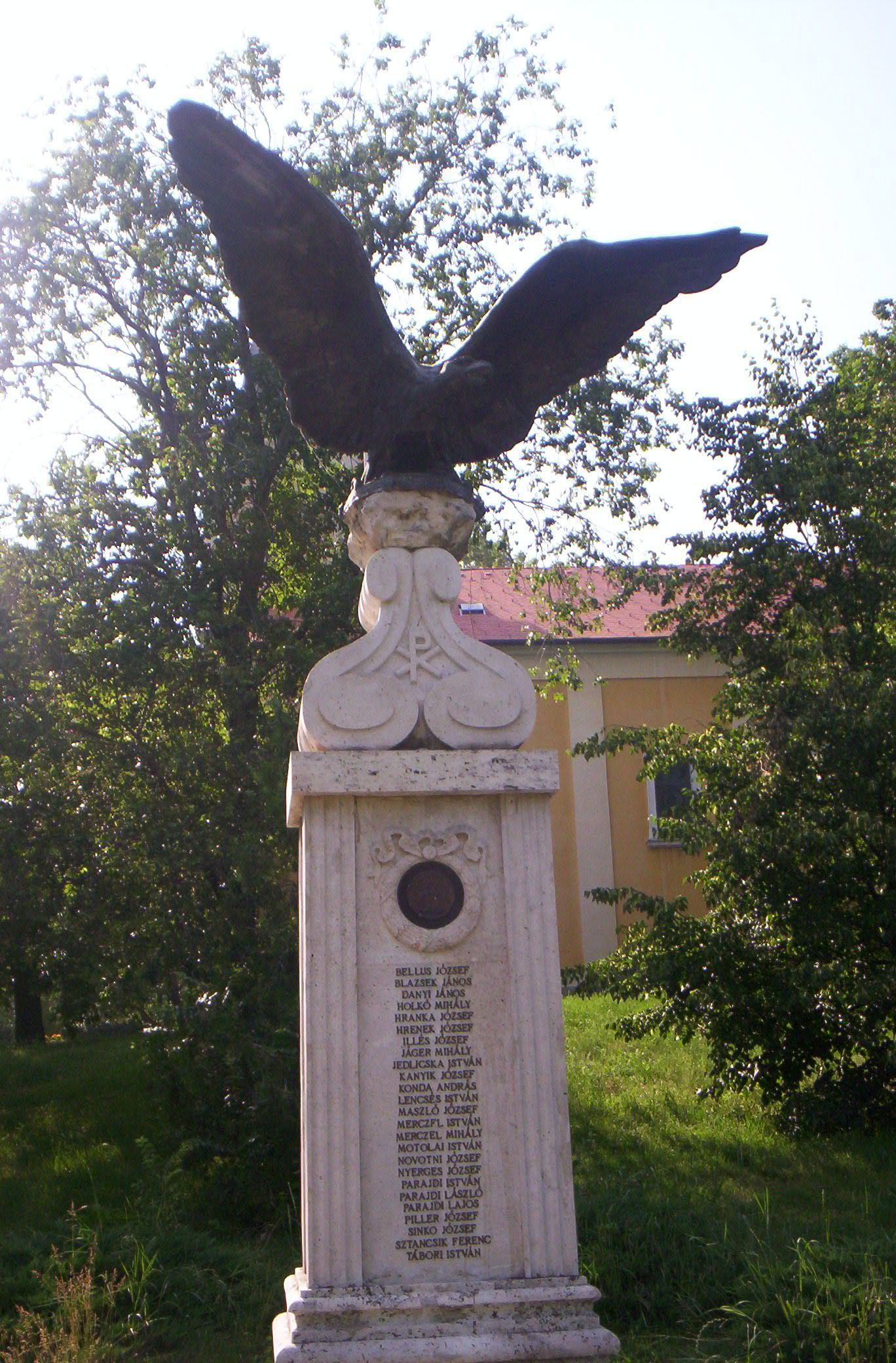
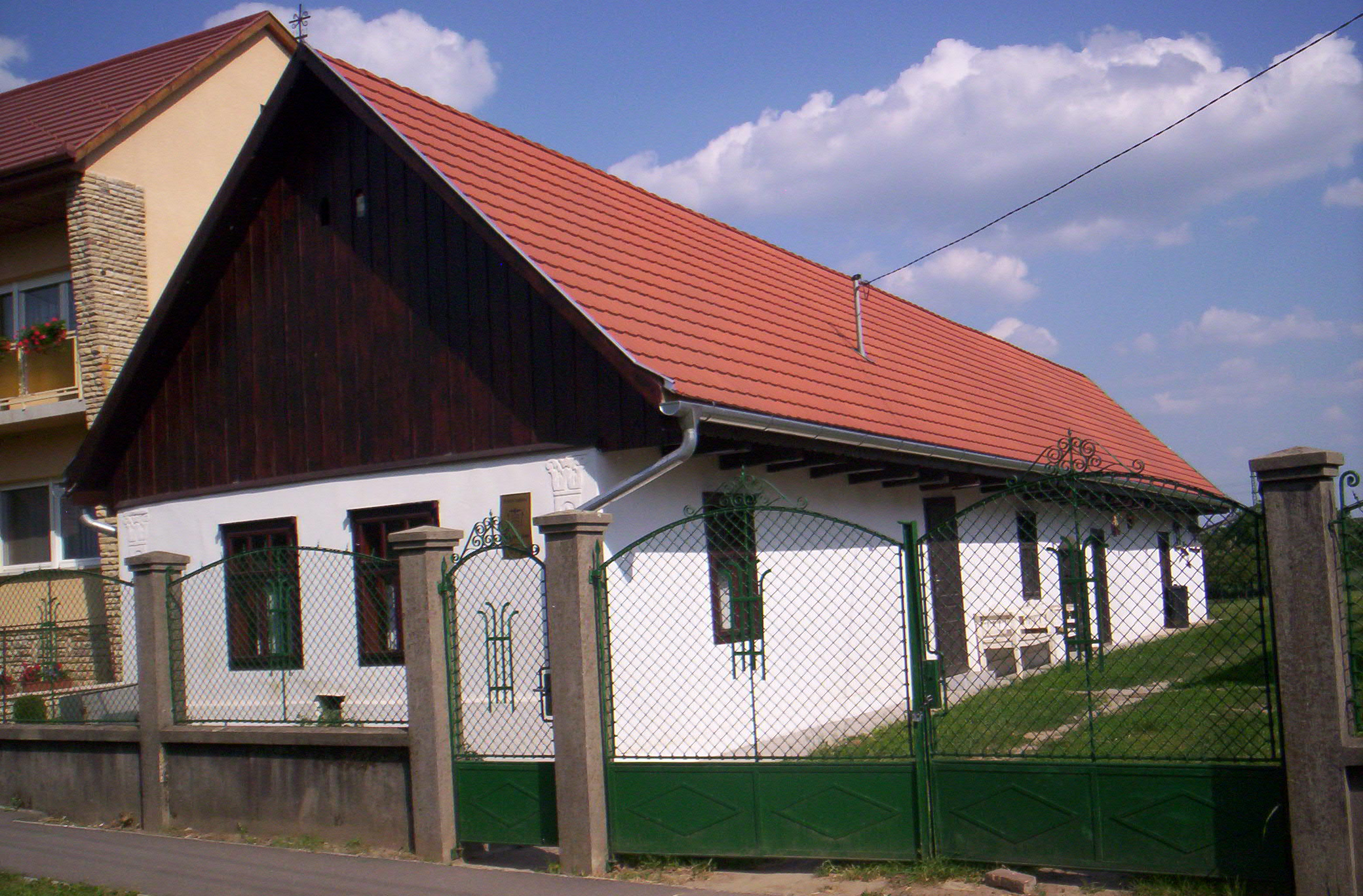
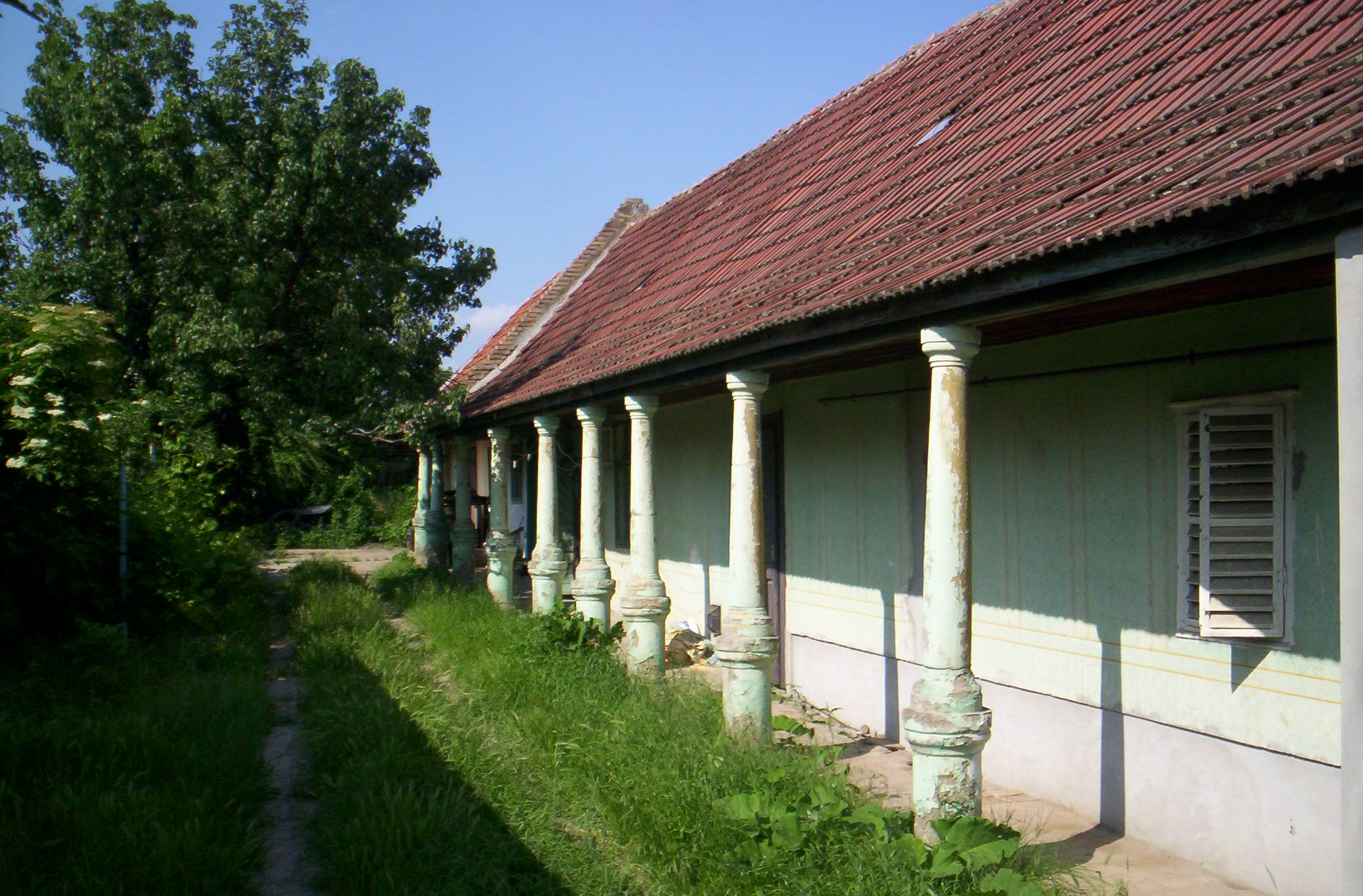
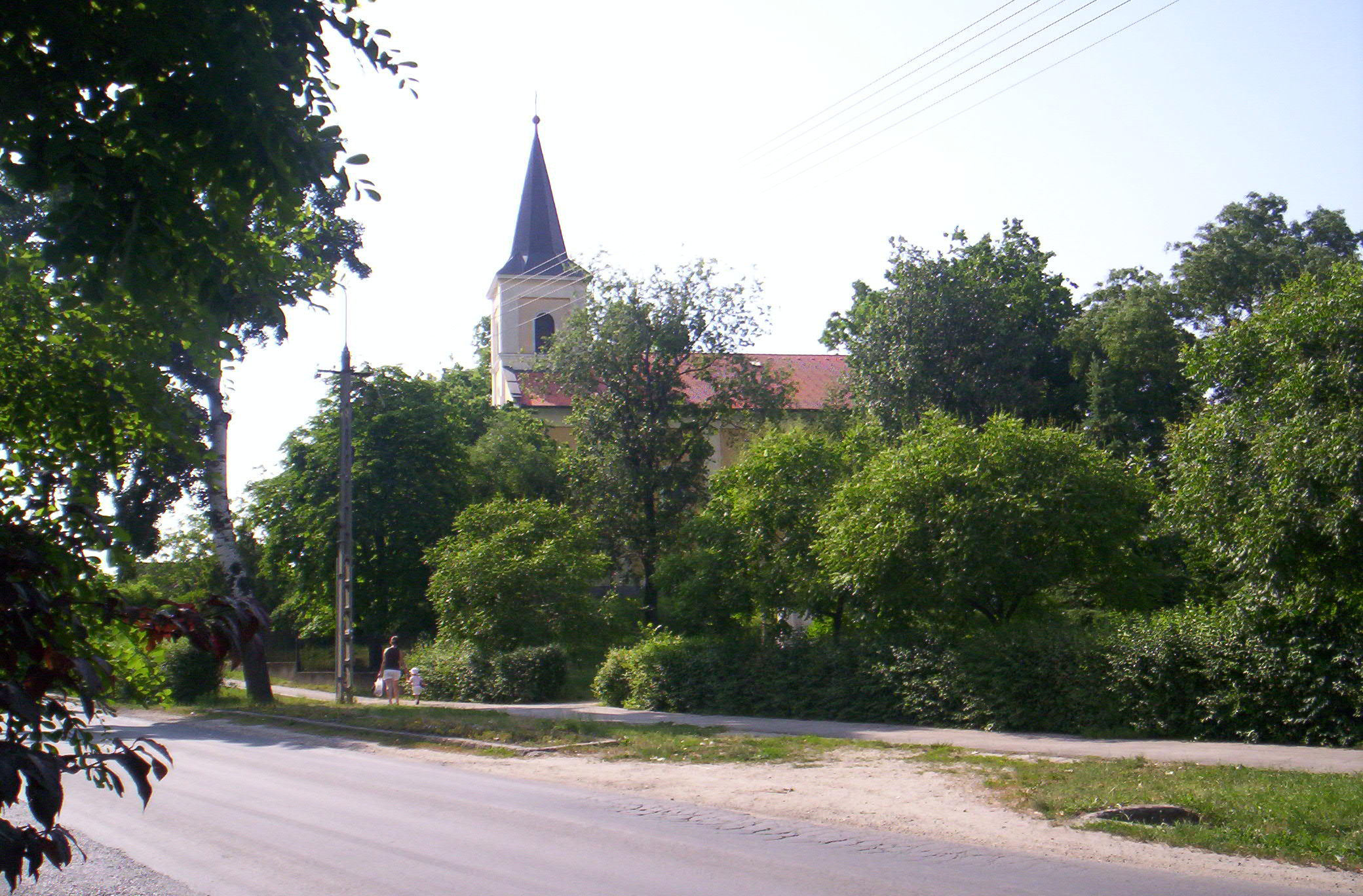
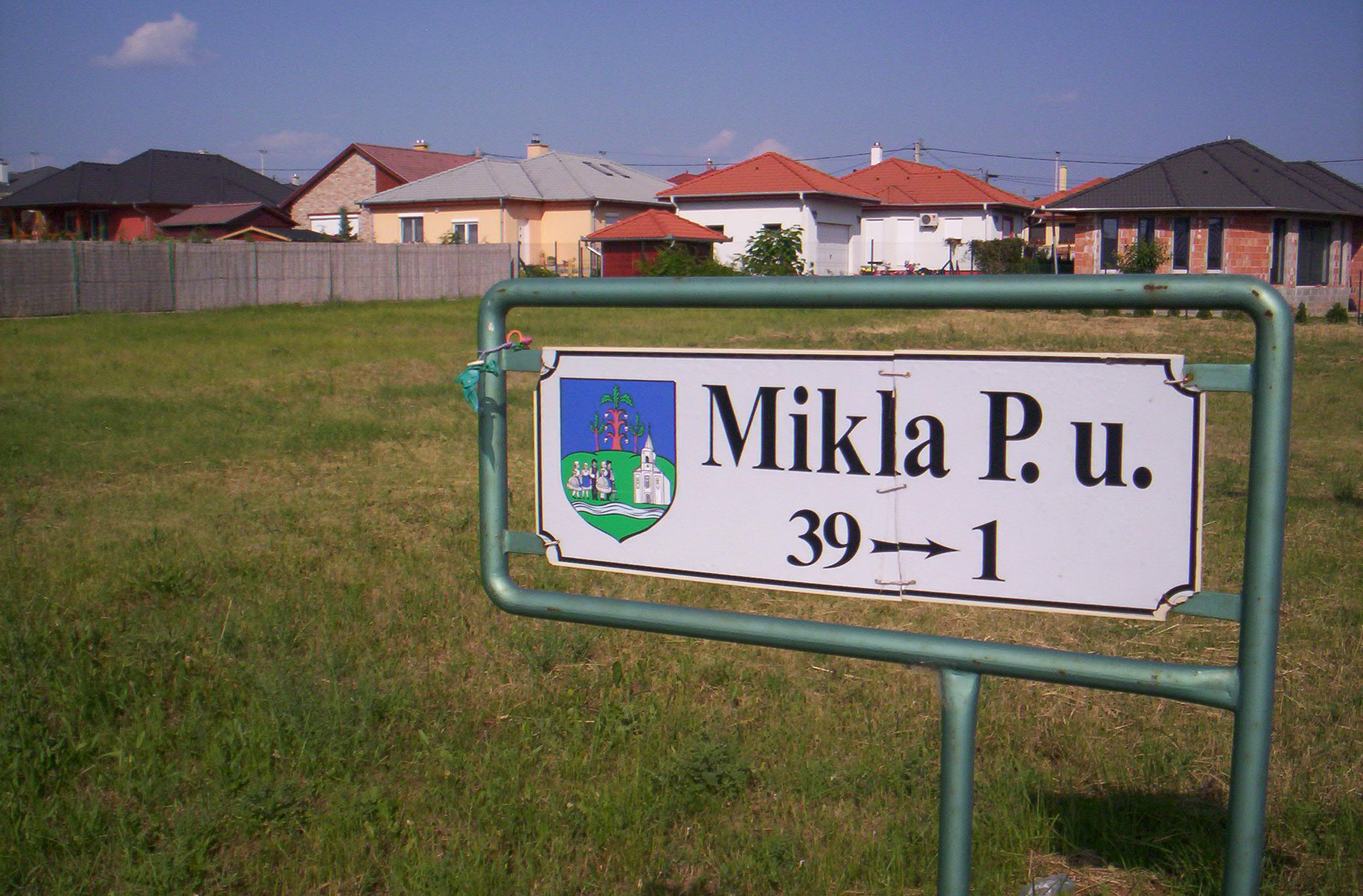
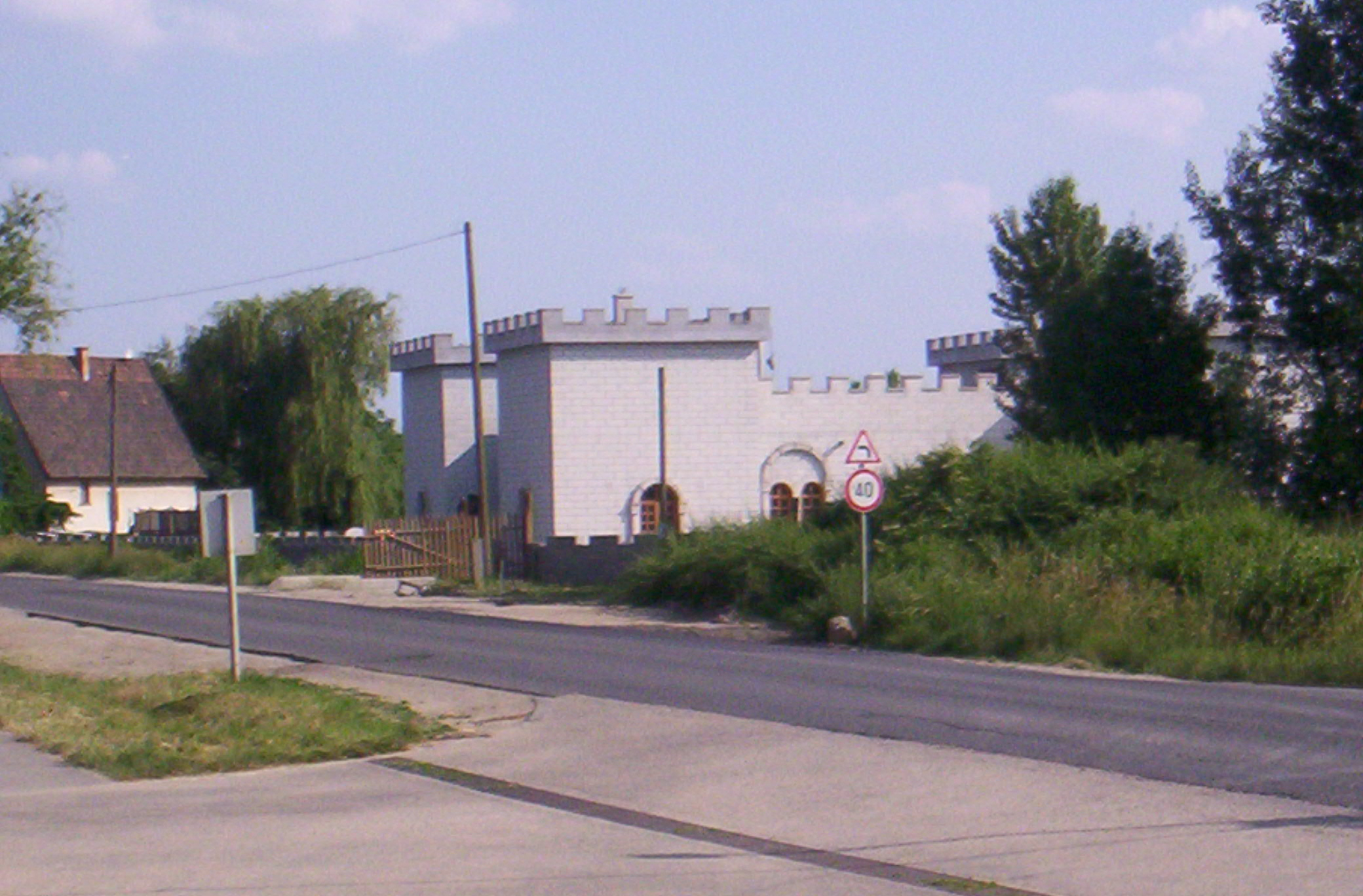
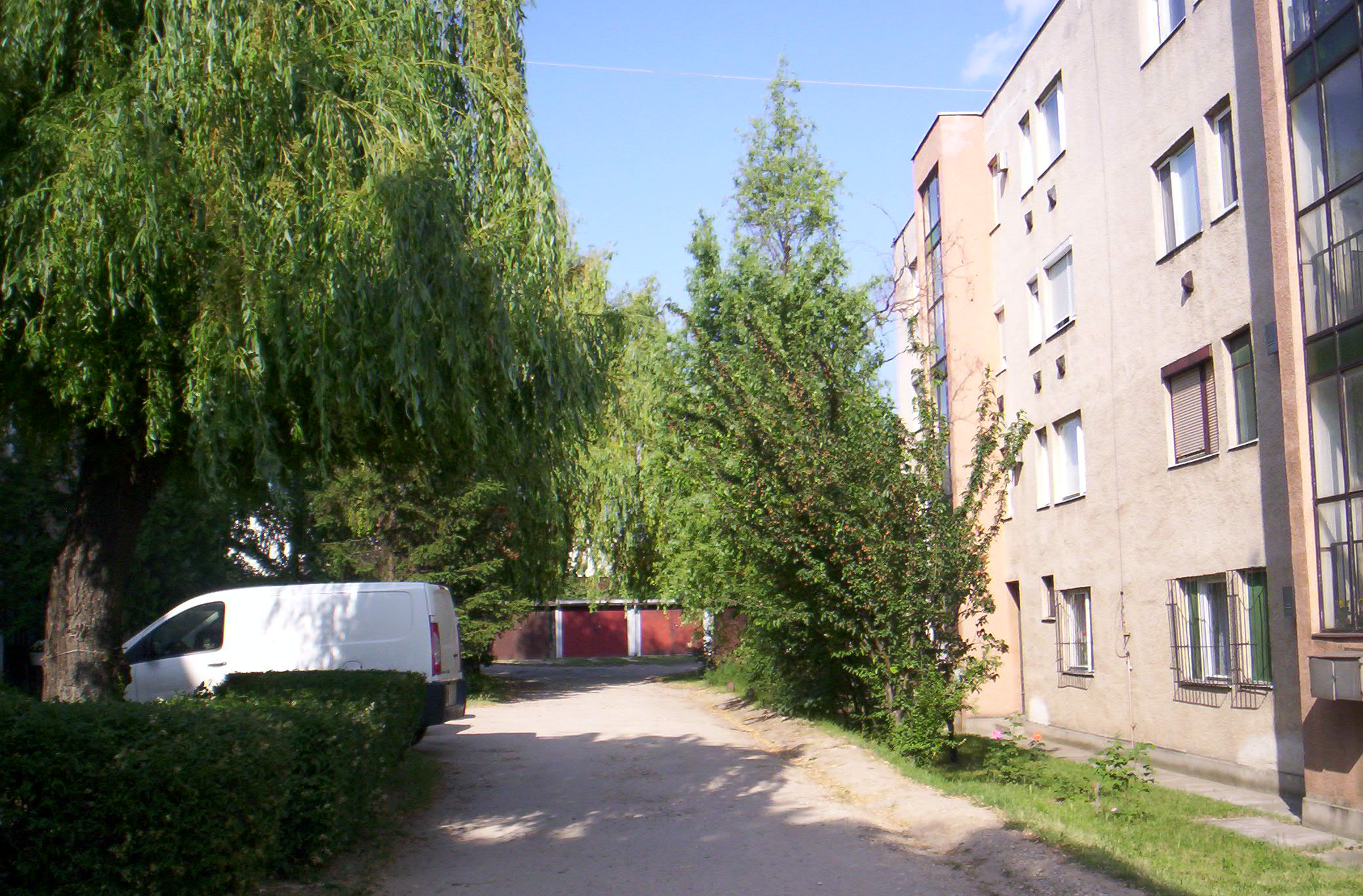
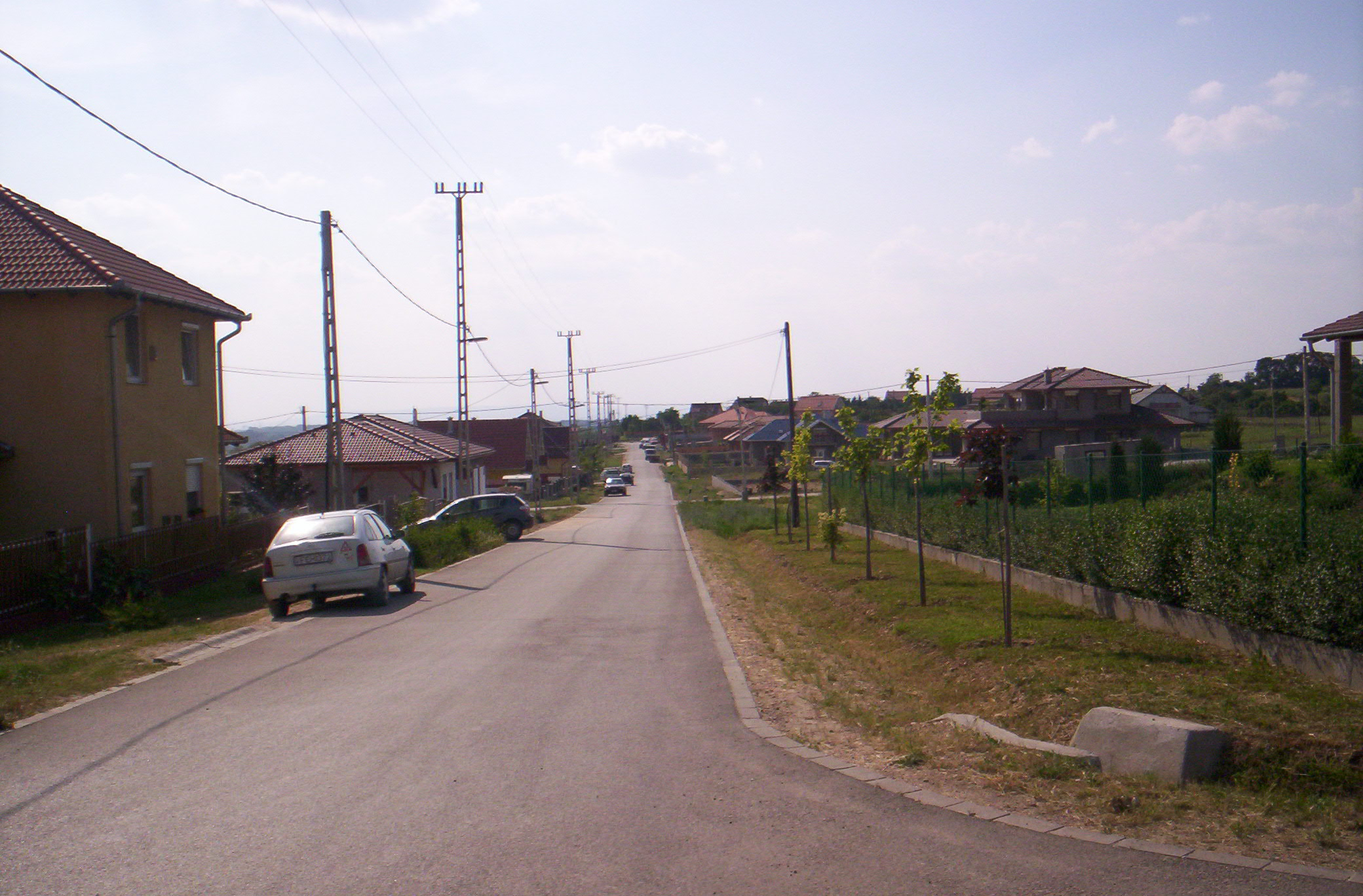
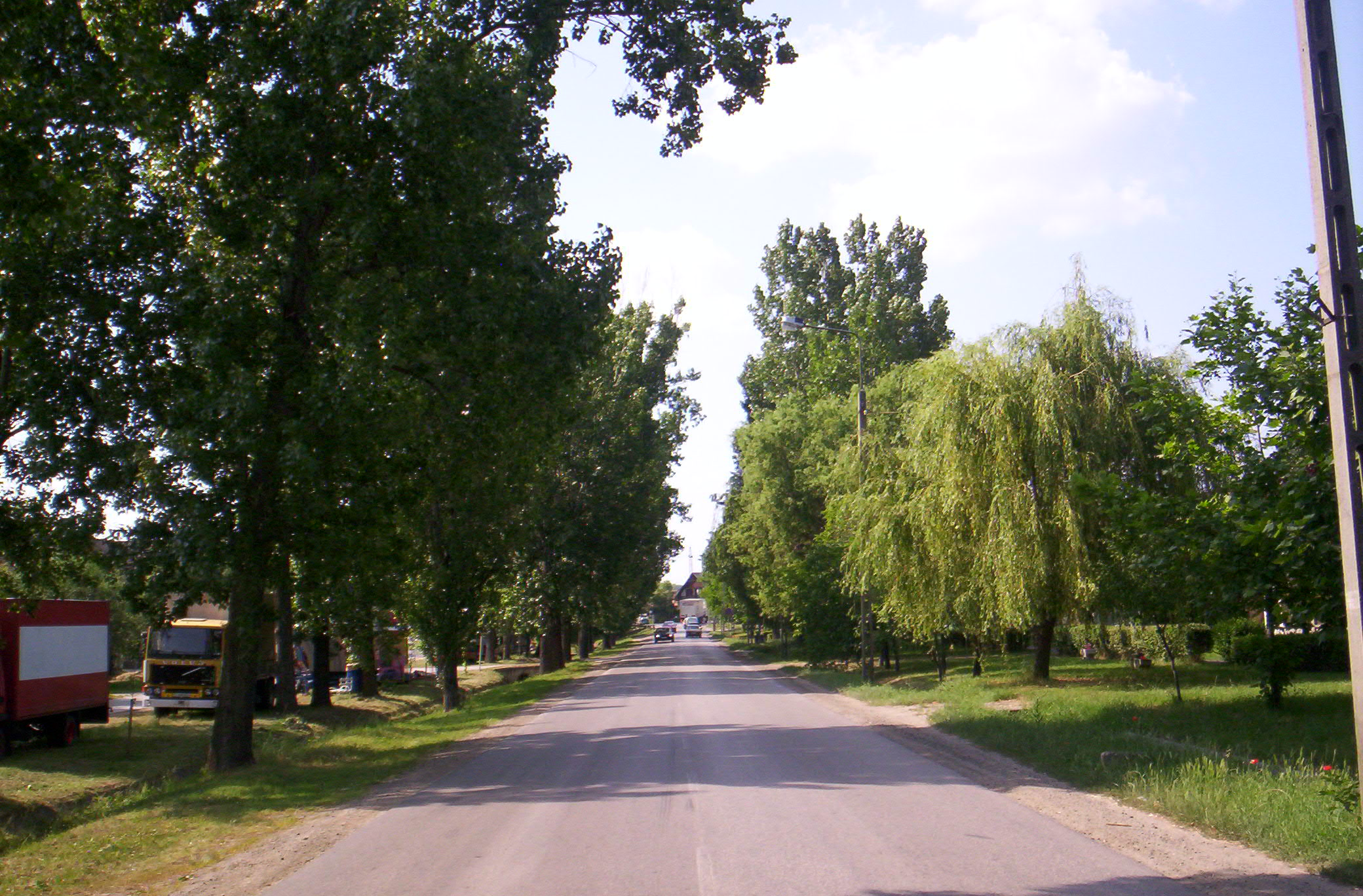